# Івиця Анчич
Івиця Анчич (нар. 29 жовтня 1979) — колишній хорватський тенісист.
Найвищу одиночну позицію світового рейтингу — 378 місце досяг 27 жовтня 1997, парну — 562 місце — 20 квітня 1998 року.

## Титули Туру (1)

### Парний розряд
| Ранг | Дата           | Турнір             | Покриття | Партнер     | Суперники у фіналі          | Рахунок       |
| 1.   | 14 лютого 2000 | Хорватія F1 Загреб | Ґрунт    | Маріо Анчич | Роко Каранушич Желько Краян | 6–4, 5–7, 7–5 |